# Мурадов, Ширвани Гаджикурбанович
Ширвани Мурадов (лак. Мурадхъал Ширвани, род. 20 июня 1985, Чапаево, Дагестанская АССР) — российский борец вольного стиля, олимпийский чемпион 2008 года, чемпион Европы 2007 года.

## Биография
По национальности — лакец. По словам Ширвани очень большую роль в его становлении как борца сыграла мать. На чемпионате Европы 2007 завоевал золотую медаль, проиграв всего лишь один балл. Завоевал золотую медаль чемпионата России в 2005 году среди взрослых в возрасте 20 лет, одолев в финале бронзового призёра Игр Афин, опытного Сажида Сажидова. Победитель турнира Гран-При Иван Ярыгин в 2008 году, но в том году не попал на чемпионат Европы по болезни. В том же году на Чемпионате России в финале победил Хаджимурата Гацалова, на тот момент не знавшего поражений 2 года, тем самым стал главным претендентом в олимпийскую сборную в своём весе. Удачно пройдя все предолимпийские испытания, поехал в Пекин и стал Олимпийским чемпионом. Имеет 4 детей, среди которых: три девочки и один мальчик.

## Награды и звания
- Орден Дружбы — За большой вклад в развитие физической культуры и спорта, высокие спортивные достижения на Играх XXIX Олимпиады 2008 года в Пекине[3]
- Заслуженный мастер спорта России